# Restauració borbònica
|  | Per veure sobre la Restauració borbònica a França, vegeu Restauració francesa |

La Restauració borbònica fou el període de la Història d'Espanya comprès entre el pronunciament del General Arsenio Martínez Campos el 1874 que posà fi a la Primera República Espanyola, i la proclamació de la Segona República el 14 d'abril de 1931.
El pronunciament de Martínez Campos el 29 de desembre de l'any 1874 a la ciutat de Sagunt restablí la Monarquia Espanyola i la dinastia borbònica en el fill d'Isabel II, el rei Alfons XII d'Espanya.
El període es va caracteritzar per una certa estabilitat institucional, la conformació d'un model liberal de l'Estat i la incorporació dels moviments socials i polítics, fruit de la revolució industrial.
En aquest sistema podem distingir tres etapes: una de preconstitucional fins a l'aprovació de la constitució de 1876, una altra de constitucional fins a la suspensió de garanties i la instauració del Directori militar en l'etapa coneguda com la dictadura de Miguel Primo de Rivera que s'inicia l'any 1923 i acabà el dia 14 d'abril de l'any 1931.

## El règim polític abans de la Crisi del 98
El sistema polític de la Restauració fou predissenyat per Antonio Cánovas del Castillo, polític més aviat pràctic que desconfiava de la puresa de les idees. Així doncs, Cánovas es mostrava escèptic pel que fa a tots els principis llevat dels de pàtria, monarquia, dinastia històrica (és a dir, la borbònica), llibertat, propietat i govern conjunt entre el Rei i les Corts; la resta de punts eren discutibles.
Tant és així que, segons aquest polític, qualsevol individu que no estigués d'acord amb aquests pocs principis no hauria de tenir dret a estar en el marc polític de la Restauració ni de contribuir al redactat de la nova Constitució Espanyola de 1876:
| « | Don Alfonso XII, por la gracia de Dios Rey constitucional de España. A todos los que las presentes vieren y entendieren, sabed: que en unión y de acuerdo con las Cortes del Reino actualmente reunidas, hemos venido en decretar y sancionar la siguiente Constitución de la Monarquía Española. | » |

De fet, la clau de la Restauració caigué sobre aquesta constitució, la qual era prou ambigua perquè els dos blocs polítics principals existents, el Partit Liberal Conservador i el Partit Liberal Fusionista, es poguessin sentir còmodes sense la necessitat de canviar-la cada vegada que es formava un nou govern. Aquesta constitució s'havia de completar amb diverses lleis que elaborava el govern imperant, les quals eren en la majoria dels casos respectades pel govern següent, amb excepcions però com la llei del sufragi censatari del 1878 elaborada pel Partit Conservador, que es canvià per la llei de sufragi universal de 1890 del Partit Liberal.
Malgrat això, el caciquisme convertí qualsevol tipus d'eleccions en una farsa, ja que, en realitat, el mecanisme de govern seguia sempre el mateix patró. Un partit (el Liberal o el Conservador) governava fins que una crisi o un escàndol obligaven al president a dimitir, aleshores es convocaven eleccions on el Ministeri de Governació vetllava perquè fos el partit contrari el que arribés al govern.
Així doncs, s'observa com el règim polític de la Restauració estava clarament marcat per un bipartidisme que excloïa altres formacions polítiques com els de caràcter nacionalista o el mateix Partit Socialista Obrer Espanyol. Aquest bipartidisme s'aferrà amb el denominat Pacte del Pardo, pacte acordat l'any 1885 entre els líders del Partit Conservador (Cánovas del Castillo) i del Partit Liberal (Práxedes Mateo Sagasta), segons el qual cap dels dos grups usaria una crisi del govern per a deslegitimar l'altra formació de tal manera que l'alternança dels poders fos pacífica.
Vegeu l'article monogràfic a què fa referència el text: Sistema electoral durant la Restauració Borbònica.

## La Crisi del 98 i els inicis del s. XX
Després de la pèrdua de les colònies de Cuba, Filipines, Guam i Puerto Rico després del Tractat de París (1898) [signat el 10 de desembre de l'any 1898] que va posar fi a la Guerra hispano-estatunidenca que havia acabat el 12 d'agost de 1898, el pessimisme s'apoderà de tot Espanya. L'Imperi colonial espanyol quedava reduït ara al territori peninsular, les illes Balears, les Illes Canàries, Ceuta, Melilla, la Guinea Espanyola i altres territoris del Sàhara occidental.
No obstant això, el desastre del 98 fou relatiu, ja que no caigué la monarquia i el sistema de partits es va mantenir intacte. D'altra banda, aquesta crisi feu possible el naixement del Regeneracionisme, un corrent que pretenia reformar Espanya i que comptava amb el suport d'intel·lectuals com Joaquín Costa i la Generació del 98, a més de polítics com ara Silvela i Polavieja. Els postulats regeneracionistes proposaven un acostament d'Espanya als models constitucionals europeus, especialment al francès.
A partir del 1898, la Restauració es caracteritzà per la inestabilitat política amb crítics alts i baixos, que tindrien com a conseqüència final l'enfonsament del sistema i la Dictadura de Primo de Rivera. Pel que fa a la situació de principis del segle XX podem destacar els següents trets:
- Retard econòmic i cultural respecte la resta d'Europa occidental
- Règim polític corrupte caracteritzat pel caciquisme i tolerat per un poble ignorant i sovint passiu
- Exèrcit macrocefàlic amb recursos antiquats, amb la moral minada a causa de la derrota de Cuba i el conflicte del Rif
- Reivindicacions creixents dels nacionalismes català i, en menor mesura, basc

El desastre del 1898 va palesar les deficiències del règim de la Restauració i va donar lloc a un reformisme polític basat en les idees regeneracionistes. Poc temps després, el 1902, la majoria d'edat del monarca Alfons XIII va marcar el començament de la segona etapa de la Restauració. El 1899 la reina regent, Maria Cristina, va atorgar la confiança per formar govern a un nou líder conservador, Francisco Silvela. Aquest govern va impulsar una política reformista i va donar entrada a figures alienes a la política anterior, el general Camilo Polavieja i el líder del conservadorisme català, Manuel Duran i Bas. Així, es va proposar un projecte de descentralització administrativa i una nova política pressupostària que apujava els tributs sobre els productes de primera necessitat i creava impostos nous per poder pagar els deutes contrets durant la guerra de Cuba. Les noves càrregues fiscals imposades pel ministre Villaverde van originar una forta protesta a Catalunya pel setembre del 1899: els comerciants, bàsicament de Barcelona, es van negar a pagar la contribució trimestral. Va ser la protesta coneguda com el Tancament de Caixes. Un mes després el govern va prendre la determinació d'embargar els morosos, però l'alcalde de Barcelona, el doctor Bartomeu Robert, es va negar a executar els embargaments i va presentar la dimissió. El moviment va provocar una vaga general de comerciants que es va estendre a Sabadell, Mataró, Manresa i Vilafranca. Com a resposta, el govern va empresonar els morosos, va suspendre les garanties constitucionals a Barcelona durant disset mesos i va declarar l'estat de guerra. En desacord amb les mesures repressives, Duran i Bas i Polavieja van dimitir, fet que evidenciava el fracàs del primer intent de regenerar la vida política espanyola.
El Tancament de Caixes va començar una dinàmica que va significar la ruptura entre les elits econòmiques de Catalunya i els partits dinàstics i el principi de la consolidació del catalanisme com a alternativa a la caduca política de la Restauració. També va posar fi a l'esperit de regeneració, que havia durat amb prou feines un any, i el 1901 es va reprendre el torn dinàstic.

## La crisi del civilisme
L'any 1905, Junceda publicà en el setmanari Cu-cut! una vinyeta on es satiritzava l'exèrcit espanyol a causa de les seves constants derrotes. Com a resultat, la guarnició de Barcelona assaltà la seu d'aquesta revista i també la de La Veu de Catalunya. La resta de guarnicions de l'Estat hi donaren suport en comptes de denunciar-lo. El malestar de l'Exèrcit dugué a l'aprovació de la Llei de Jurisdiccions, llei que establia que qualsevol atemptat contra l'Exèrcit o la Pàtria havia de ser jutjat per un tribunal militar. Fou el govern liberal de Segismundo Moret y Prendergast el qui aprovà tal llei l'any 1906, cosa que significà un important retrocés del civilisme.
Com a resposta a tots aquests fets, des de Catalunya es creà la gegantina coalició Solidaritat Catalana, vertebrada per la Lliga Regionalista.

## La crisi del Pacte del Pardo
L'any 1909, arran de la Setmana Tràgica, el Partit Liberal liderat per Segismundo Moret i José Canalejas y Méndez incomplí per primer cop el Pacte del Pardo i exigí, aliant-se amb els partits d'esquerres, la dimissió del govern del Partit Conservador, de tal manera que els liberals aconseguiren arribar el poder.

## La crisi múltiple de 1917
La crisi múltiple de 1917 foren en realitat tres crisis consecutives que es donaren en 3 vessants diferents -l'exèrcit, el nacionalisme perifèric i l'obrerisme- l'estiu de l'any 1917.
Per una banda, al Juny de 1917, els soldats de la península es mostren molestos pel sistema d'ascensos que beneficia als soldats africanistes, a més, desconfien dels partits polítics imperants i reclamen un augment de sou. Tot això tingué com a resultat la creació de diferents Juntes de defensa que es dediquen a pressionar al govern. Aquest últim, no només no prohibeix les Juntes, sinó que decideix tancar les Corts, deixant la Constitució sense garanties; pel qual, altra vegada el civilisme es veu arraconat.
Seguidament, al Juliol, es crea un contrapès a les Juntes de defensa, l'Assemblea Nacional de Parlamentaris, una iniciativa bàsicament catalana que intentà tornar a obrir les Corts, no obstant com constituents per tal de redactar una constitució on es pogués incloure el concepte d'autonomia. Aquesta Assemblea fou tota detinguda després de la segona reunió.
A continuació, a l'Agost, una vaga de ferroviaris acaba desencadenant una vaga general fortament reprimida.

## Descomposició del sistema
Els últims anys de la Restauració (del 1918-1923) es caracteritzaren per un govern inestable amb constants dimissions, un nacionalisme perifèric creixent amb reclamacions autonomistes i el fenomen del pistolerisme.
A tot això se li ha de sumar la forta depressió que causà la Desastre d'Annual, que creà una segona onada de pessimisme a tot l'Estat.
Sent així, el general Primo de Rivera s'alçà el 13 de setembre de 1923 per establir la seva dictadura.

## La dictadura de Primo de Rivera
La dictadura de Primo de Rivera va ser el règim polític que va haver a Espanya des del cop d'Estat del capità general de Catalunya, Miguel Primo de Rivera, el 13 de setembre de 1923, fins a la dimissió d'aquest el 28 de gener de 1930 i la seva substitució per la Dictablanda del general Berenguer.
Malgrat els seus esforços de regeneració i l'immens progrés de l'economia i les infraestructures, la dictadura va ser capaç d'estabilitzar la situació política durant un llarg període, però a la fi de la dictadura es va produir una crisi política que va desprestigiar al rei Alfons XIII i va aplanar el camí a la Segona República Espanyola.
La burgesia industrial li donà suport en els primers moments així com el PSOE i la UGT, que veieren en la dictadura una possibilitat d'entrar al joc parlamentari i una forma de deteriorar la CNT
Per altra banda, rebé la clara oposició del nacionalisme perifèric, de la CNT i el moviment universitari.
La valoració que es pot fer d'aquest període es pot resumir en els següents punts clau: menys conflictivitat social gràcies a la forta repressió i a un cert grau de prosperitat, grans millores en les infraestructures que acabaren endeutant la hisenda pública per no haver fet una reforma fiscal, continuïtat d'un mercat interior molt pobre per no haver fet cap reforma agrària, i una clara política antinacionalista demostrada per la voluntat d'erradicar tots els símbols públics del catalanisme.
Finalment, Primo de Rivera hagué de dimitir en veure que havia perdut el suport dels militars el 28 de gener de 1930.

## L'arribada a laSegona República Espanyola
Seguidament, el Rei encarregà la formació d'un nou govern a Berenguer, govern conegut com la dictablanda.
Aquest, representà la impossibilitat de retornar al sistema inicial de la Restauració a causa de la impopularitat del Rei (que era associat amb el dictador i per tant, se'l feia culpable de la situació), de la desorganització i a la vegada desconfiança del poble dels partits Liberal i Conservador, i del Pacte de Sant Sebastià, pacte acordat el dia 17 d'agost del mateix any per part de tots els republicans de l'Estat per enderrocar la Monarquia i establir la República.
No obstant això, l'estratègia acordada al Pacte de Sant Sebastià (una crisi generalitzada causada per una vaga general feta simultàniament amb un pronunciament militar) fallà a causa de la manca de coordinació.
Seguidament, al 14 de febrer de 1931, Berenguer dimití i en lloc seu s'hi establí el govern d'Azaña. Aquest últim, convocà unes eleccions municipals pel dia 12 d'abril on el sector republicà, malgrat perdre en el món rural, obtingué una important victòria; de tal manera que, el Rei, en vistes de la manca de suport, decidí exiliar-se sense renunciar però als seus drets com a tal.